# Соляний промисел Марді
Соляний промисел Марді (Mardie) – виробничий майданчик, що споруджується на північному заході Австралії. 
Проект передбачає виробництво 5,35 млн тонн хлориду натрію та 140 тисяч тонн сульфату калію на рік. Їх джерелом стане морська вода, яку закачуватимуть до системи ставків випаровування, що буде створена за допомогою дамб на прибережній рівнині з непроникними мулистими грунтами. Під час руху по системі солоність води зростатиме, після чого отриману ропу спрямовуватимуть до ставків кристалізації, де відбуватиметься осадження солі. Така технологічна схема вимагає значної території – ще на етапі, коли річна потужність промислу планувалась у 4,4 млн тонн, загальна площа необхідних для цього ставків оцінювалась у 90 км2. 
Товарний продукт експортуватиметься через створений в межах проекту відвантажувальний комплекс, який включатиме винесений в море на 2,4 км причал, від якого прямуватиме створений шляхом днопоглиблювальних робіт навігаційний канал завдовжки 4,4 км. Це дозволятиме провадити завантаження суден дедвейтом 12 тисяч тонн, які далі прямуватимуть до розташованого за 28 кілометрів плавучого перевантажувального комплексу, де продукція передаватиметься на судна дедвейтом до 160 тисяч тонн. Подача продукції зі складу до причалу здійснюватимуть конвеєри пропускною здатністю 3000 тонн на годину для хлориду натрію та 700 тонн на годину для сульфату калію.
Початок поставок продукції запланували на 2027 рік. Як показують дані геоінформаційних систем, станом на початок 2025-го на місці майбутнього промислу виконано великі обсяги земляних робіт.
Проект реалізує BCI Minerals Limited, що діє через Mardie Minerals Pty Ltd.